# Wilhelm II. zu Solms-Greifenstein
Wilhelm II. Graf zu Solms-Greifenstein (* 9. August 1609 auf Burg Greifenstein; † 19. Juli 1676 in Wetzlar) war Regent der Grafschaft Solms-Greifenstein.

## Leben
Wilhelm II. Graf zu Solms-Greifenstein entstammte der Hochadelsfamilie Solms-Greifenstein und war ein Sohn des Wilhelm I. zu Solms-Greifenstein und dessen Gemahlin Amalia Gräfin von Nassau-Dillenburg (1582–1635), Tochter Johanns VI. von Nassau-Dillenburg. Er wuchs mit seinen Geschwistern
- Johann Konrad (1603–1635)
- Sabine (1606, ⚭ 1626 Georg Hartmann von Zinzendorf)
- Juliana (1605–1629)
- Ludwig (1614–1676)
- Kunigunde (1615–1635)
- Anna Amalia (1617–1640, ⚭ 1636 Philipp Reinhard Graf zu Solms-Hohensolms)
- Ernst Kasimir (1620–1648)

auf.
Am 10. August 1636 heiratete er in Dillenburg Johannetta Sibylla zu Solms-Hohensolms (1616–1651), mit der er die Kinder
- Elisabeth Margarethe (1637–1681), ⚭ 1656 Graf Ludwig Christian zu Sayn-Wittgenstein-Hohenstein
- Georg Wilhelm (1638–1638)

- Luise Walpurga (1639–1720), ⚭ 1687 Dodo Moritz zu Inn- und Knyphausen
- Georg Friedrich (1640–1640)
- Katharina Amalia (1641–1642)

- Christina Sibylla (1643–1717), ⚭ 1666 Ferdinand Maximilian von Oettingen in Baldern

- Charlotte Ernestina (1646–1720), ⚭ Albrecht Graf von Löwenstein-Wertheim-Virneburg

- Wilhelm Moritz (1651–1724), ⚭ Magdalene Sophie zu Hessen-Homburg (1660–1720), Tochter des Wilhelm Christoph von Hessen-Homburg (1625–1681)

In zweiter Ehe heiratete er nach Johannettas Tod am 24. Februar 1652 in Schillingsfürst Ernestina Sophia Gräfin von Hohenlohe-Waldenburg (1618–1701). Mit ihr hatte er die Kinder:
- Sophie Amalie (1653–1664)
- Friedrich Magnus (1654–1676)
- Eleonore Sabine (1655–1742)
- Ludwig Henrich (1657–1657)
- Anna Johanna (1659–1727)

Nach dem Tod seines Vaters im Jahre 1635 übernahm Wilhelm II. die Regentschaft in der Grafschaft Greifenstein mitsamt dem Amt Wölfersheim, das (ab 1742) zum Fürstentum Solms-Braunfels gehörte.